# Playa de Las Lindes
La Playa de Las Lindes, también llamada playa de Ferrara es una playa situada en Torrox Costa, en el Municipio de Torrox, en Andalucía, España. Se trata de una extensa playa urbana de arena oscura, situada en el núcleo de Torrox Costa. Tiene unos 1.200 metros de longitud y unos 30 metros de anchura media. Es una playa muy frecuentada y accesible desde el paseo martítimo. Cuenta con los servicios propios de las playas urbanas.